# Us and them
"Us and Them" (en español: Nosotros y Ellos) es el séptimo canción escrita por Roger Waters con Richard Wright y cantada por David Gilmour, grabada y publicado por la banda de rock progresivo Pink Floyd, lanzado el 1 de marzo de 1973, como parte del álbum The Dark Side of the Moon. Es la canción más larga del álbum con sus 8 minutos y 9 segundos. En directo su duración varía desde más de ocho minutos hasta poco más de uno.

## Historia
Fue originalmente escrita para la banda sonora de la película Zabriskie Point, pero el director Michelangelo Antonioni la rechazó porque casi no se parecía a canciones del estilo de "Careful with that Axe, Eugene". Fue incluida en el álbum conceptual The Dark Side of the Moon y en el recopilatorio Echoes The Best of Pink Floyd, aunque con un final diferente, puesto que en su edición original la canción empalmaba con la siguiente en el disco ("Any Colour You Like"). No obstante, en Echoes esta canción aparece con un final al piano que introduce al oyente en "Learning to Fly", la siguiente en la lista de canciones del recopilatorio. Una versión previamente inédita, hoy a la luz gracias al Immersion Box Set de The Dark Side of the Moon, muestra las habilidades sobre el piano de Wright, siendo esta una versión puramente instrumental con ligeros cambios de ritmo a lo largo de su desarrollo.

## Composición
La canción está notablemente compuesta por Richard Wright y coescrita por Roger Waters.
Es una canción lenta y tranquila, siendo los coros más dinámicos y fuertes que los versos. Posee dos solos de saxofón. Richard Wright empieza la canción con su teclado Hammond y luego ingresa el piano (la parte de piano fue compuesta originalmente para la película Zabriskie Point  unos años atrás, bajo el nombre de "The Violent Sequence").
La canción posee una potente progresión de acordes influenciada por el jazz: Dsus2, D6(add9), D minor major 7,(Faug/D) y G (con D en el bajo). Este patrón de acordes es sumamente raro en el rock de la época.